# DACI
Een Direct Akoestisch Cochleair Implantaat - kortweg DACI - is een akoestisch implantaat dat geluid omzet in mechanische trillingen die de perilymfe in de cochlea (of slakkenhuis) direct stimuleren. De hoorfunctie van buiten-, midden-oor wordt voor een deel overgenomen door een motortje van een cochleair implantaat dat direct de cochlea stimuleert. Met een DACI kunnen personen die geen of nog maar een beperkt restgehoor bezitten, maar wel nog een matig opererend binnenoor weer klanken, geluiden en spraak waarnemen.
DACI is een officiële productcategorie, zoals beheerd door GMDN.
Een Direct Akoestisch Cochleair Implantaat probeert een antwoord te bieden voor mensen met hoorproblemen voor wie vandaag nog geen oplossing bestaat. Mensen met enkel problematiek ter hoogte van de cochlea kunnen geholpen worden met een hoorapparaat. Een hoorapparaat zal de inkomende geluiden opvangen via een microfoon, en versterkt aanbieden via de natuurlijke weg. Bij grotere versterkingen kunnen er problemen ontstaan met feedback en met oversturing. Ook zorgt een hoorapparaat enkel voor meer luidheid, niet voor meer resolutie. Gebruikers zullen dit vaak weergeven als: "alles klinkt luider, maar ik versta niets meer dan voorheen".
Zodra verstaan met een hoorapparaat geen oplossing meer biedt, kan men overschakelen op een cochleair implantaat. Een cochleair implantaat vangt het geluid op, en stuurt dit elektrisch, via de cochlea, naar de gehoorzenuw. Op deze manier kunnen volledig dove patiënten terug geluiden waarnemen.
Zodra er echter niet enkel problemen zijn ter hoogte van de cochlea, maar ook in het middenoor (zogenaamde conductieve verliezen), dan zijn er efficiëntere manieren om het geluid tot bij de - nog deels functionerende - cochlea te krijgen.
De meest voor de hand liggende oplossing is een baha, die via beengeleiding het geluid tot bij de cochlea brengt.
Patiënten die echter zowel problemen hebben met de cochlea, als met het middenoor (dit zijn patiënten met gemengde verliezen), is geen van bovenstaande oplossingen ideaal.
Daartoe werd het Direct Akoestisch Cochleair Implantaat ontwikkeld, wat het geluid rechtstreeks - op een natuurlijke mechanische manier - tot in de cochlea brengt.

## Geschiedenis
De eerste DACI werd in België geïmplanteerd in Leuven, in Nederland in Nijmegen.